# Rosa demetrii
Rosa demetrii är en rosväxtart som beskrevs av Vladimir Gennadievich Chrshanovski. Rosa demetrii ingår i släktet rosor, och familjen rosväxter. Inga underarter finns listade i Catalogue of Life.